# Estragos (cortometraje)
Estragos es un cortometraje mexicano  de drama social de 2017, escrito y dirigido por Raúl Reynoso. Fue filmado en diversas locaciones de Aguascalientes, empleando recursos visuales y narrativos para explorar los temas centrales de la obra. El cortometraje tuvo su estreno oficial en el Festival Nubo en Aguascalientes en 2017.
El cortometraje tuvo su estreno oficial en el Festival de Cortometrajes en Seguridad Guanajuato (Guanajuato) en 2017, donde fue bien recibido por las Críticos y el público presente. También fue seleccionado para competir en festivales internacionales como el Festival de Cine Independiente de Toronto.

## Sinopsis
Un trabajador de la Comisión Federal de Electricidad sufre un accidente que cambia su vida y la manera de afrontarla, se somete a un cambio emocional que perjudica su relación con su único familiar, esta travesía lo lleva a tomar una decisión difícil.

## Reparto
- Rodrigo Pérez Muñoz es Hector
- Jose Luiz Mtz es Gabriel
- Fernando Cisneros es MIguel (médico)
- Luis Manuel Torres es Arturo
- Iván Sánchez es Trabajador 1
- Adrián Rodríguez Pinedo es Trabajador 2

## Premios
| Premio                                           | Fecha                    | Categoría                                      | Nominados        | Resultado | Ref.  |
| ------------------------------------------------ | ------------------------ | ---------------------------------------------- | ---------------- | --------- | ----- |
| Festival de Cortometrajes en seguridad (FCS CFE) | 28 de septiembre de 2017 | Mejor Cortometraje Experimental                | Estragos         | Ganadora  | [ 6 ] |
| Festival de cortometrajes Cortogenia             | 4 de junio de 2017       | PREMIO DEL PÚBLICO CORTOGENIA                  | ESTRAGOS         | Nominado  | [ 7 ] |
| Wiz-Art                                          | 17 de junio de 2017      | PREMIO DEL PÚBLICO                             | ESTRAGOS - HAVOC | Nominado  | [ 8 ] |
| Festival internacional de Cine de Lebu de 2017   | 18 de febrero de 2017    | Competencia Cortometraje Ficción Internacional | ESTRAGOS         | Ganadora  |       |